# دانييل جيمس جونيور
دانييل جيمس جونيور (بالإنجليزية: Daniel James, Jr.)‏ هو طيار وضابط أمريكي، ولد في 11 فبراير 1920 في بينساكولا في الولايات المتحدة، وتوفي في 25 فبراير 1978 في كولورادو سبرينغس في الولايات المتحدة.